# Ribeira de Piquim

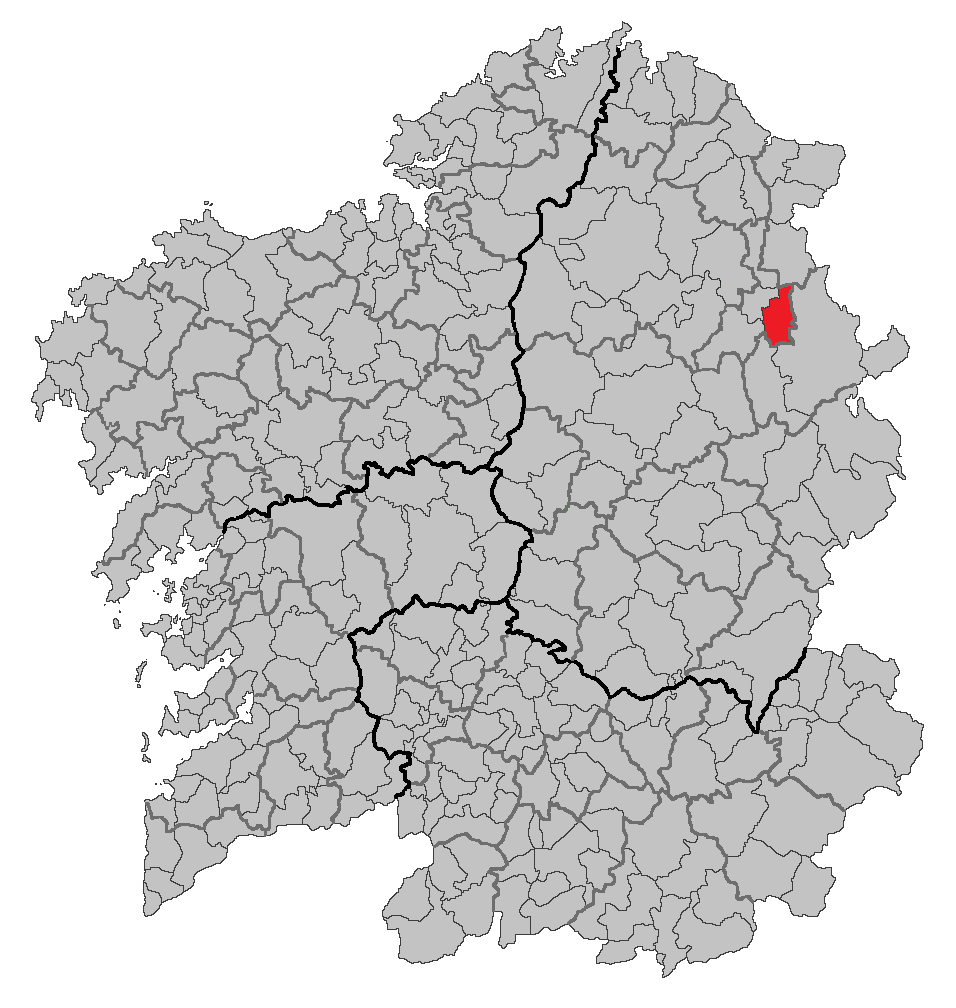
Localização de Ribeira de Piquim

Ribeira de Piquim (em galego, Ribeira de Piquín; em espanhol, Ribera de Piquín) é um município da Espanha na província de Lugo, comunidade autónoma da Galiza, de área km² com população de 742 habitantes (2007) e densidade populacional de 11,02 hab/km².

## Demografia
| Variação demográfica do município entre 1991 e 2004 | Variação demográfica do município entre 1991 e 2004 | Variação demográfica do município entre 1991 e 2004 | Variação demográfica do município entre 1991 e 2004 |
| --------------------------------------------------- | --------------------------------------------------- | --------------------------------------------------- | --------------------------------------------------- |
| 1991                                                | 1996                                                | 2001                                                | 2004                                                |
| 1084                                                | 986                                                 | 837                                                 | 810                                                 |